# Liste der Bischöfe von Haarlem
Die folgenden Personen waren Bischöfe von Haarlem (Niederlande):

## Römisch-katholische Bischöfe

### Erstgründung (1559–1578)
- Nicolaas van Nieuwland (1561–1569)
- Godfried van Mierlo (1570–1578)

### Neugründung (1833 Apostolische Administratur, 1853 Bistum)
- Cornelis Ludovicus van Wijckersloot van Schalkwijk (Administrator)
- Franciscus Jacobus van Vree (1853–1861)
- Gerardus Petrus Wilmer (1861–1877)
- Petrus Matthias Snickers (1877–1883)
- Caspar Josefus Martinus Bottemanne (1883–1903)
- Augustinus Josefus Callier (1903–1928)
- Johannes Dominicus Josephus Aengenent (1928–1935)
- Johannes Petrus Huibers (1935–1960)
- Joannes Antonius Eduardus van Dodewaard (1960–1966)
- Theodorus Henricus Johannes Zwartkruis (1966–1983)
- Henricus Josephus Aloysius Bomers (1983–1998)
- Jozef Marianus Punt (2001–2020)
- Johannes Willibrordus Maria Hendriks (seit 2020)

## Alt-katholische Bischöfe
- Martinus Doncker (1727–1731) (Elekt)
- Hieronymus de Bock (1742–1744)
- Johannes van Stiphout (1745–1777)
- Adrianus Broekman (1778–1800)
- Johannes Nieuwenhuis (1801–1810)
- Sedisvakanz 1810–1819
- Johannes Bon (1819–1841)
- Henricus van Buul (1843–1862)
- Lambertus de Jong (1865–1867)
- Casparus Johannes Rinkel (1868 bzw. 1873–1906)
- Jacobus Johannes van Thiel (1906–1912)
- Nicolaas Prins (1912–1916)
- Henricus Theodorus Johannes van Vlijmen (1916–1945 † 1954)
- Jacob van der Oord (1945–1967 † 1973)
- Gerhardus Anselmus van Kleef (1967–1987 † 1995)
- Teunis Johannes Horstman (1987–1994 † 2014)
- Jan Wirix (1995–2008)
- Dick Schoon (seit 2008)